# 春本雄二郎
春本 雄二郎（はるもと ゆうじろう、1978年12月3日 - ）は、日本の映画監督。映画工房春組合同会社代表。兵庫県神戸市出身。兵庫県立長田高等学校卒業。日本大学芸術学部映画学科監督専攻卒業。

## 来歴・人物
日本大学芸術学部映画学科の卒業制作『門出』(16mmフィルム、カラー、51分)は、平成15年度『そつせい祭』に同校代表として選出される。
その後、松竹京都撮影所の演出部となり、助監督として、現場の基礎を学ぶ。井上昭、石原興らに師事し、『鬼平犯科帳』『剣客商売』『必殺仕事人2009』など時代劇を多数経験した。
2010年からは、東京でフリーの演出部として、様々な映画やドラマに携わる。
2015年1月、初監督・長編映画『かぞくへ』を、自身で脚本・プロデュースする。
2016年９月、同作は第29回東京国際映画祭・日本映画スプラッシュ部門に選出される。
2017年２月には、フランスで開催された第23回ヴズール国際アジア映画祭・コンペティション部門に選出され、『NETPAC賞(最優秀アジア映画賞)』・『審査員賞』・『ギメ東洋美術館審査員スペシャルメンション』の3冠を受賞。さらに同年６月、ドイツ・フランクフルトで開催された世界最大の日本映画祭、第17回ニッポン・コネクション・ニッポン・ヴィジョンズ部門に選出。
『The Nippon Visions Jury's Special Mentions』を授与される。2018年３月に日本で劇場公開され、第33回高崎映画祭(2019)にて『新進監督グランプリ』を受賞する。
2018年8月に独立映画製作団体「映画工房春組」を立ち上げ、映画監督と市民が直につながった映画製作をスタートさせる。
2019年、『かぞくへ』製作以前から執筆・完成していた長編第２作目の脚本『由宇子の天秤』をさらに改稿し『嘘に灯して(仮)』と改題。それが第1回フィルメックス新人監督賞、新人監督賞部門ファイナリストに選出される。
再び、自身でプロデューサーとなり、製作資金、スタッフ、キャストを集め、同年の11月から12月にかけて高崎フィルム・コミッション全面協力のもと、群馬県高崎市を舞台に作品を完成させた。
2020年に『嘘に灯して(仮)』を元の題名『由宇子の天秤』(英題：A Balance)へと戻す。
同年10月に中国・山西省で開催された、第4回平遥国際映画祭でクラウチングタイガー部門（新人監督コンペティション部門）に選出され、同月11日にワールドプレミア上映される。同映画祭において、『ロベルト・ロッセリーニアワード 審査員賞』と、観客賞である『ピープルズ チョイス アワード クラウチングタイガー ベストフィルム』の二冠を獲得した。
同じく10月、韓国・釜山で開催された第25回釜山国際映画祭でニューカレンツ部門（新人監督コンペティション部門）に選出される。
同映画祭において、日本人としては12年ぶり史上3人目となる、ニューカレンツ部門最高賞・『ニューカレンツアワード』を受賞する快挙を達成した。
さらに10月から日本で開催の国際映画祭の第21回東京フィルメックス・コンペティション部門に選出、『学生審査員賞』を受賞している。
2021年2月、ドイツで開催された第71回ベルリン国際映画祭・パノラマ部門にも選出され、2作目にして世界三大映画祭への切符を手にする。
同映画祭のアーティスティック・ディレクター、カルロ・シャトリアンからは「才能があり、映画製作について極めてクリアな考えを持った監督だ」と評される。
同年4月にはスペインのカナリア諸島で開催の第20回ラス・パルマス・デ・グラン・カナリア国際映画祭のコンペティション部門に選出され、ジェンダー平等の意識ならびに社会的コミットメントに貢献する作品に対して贈られる『CIMA審査員賞 最優秀長編作品』と、『最優秀女優賞』を受賞する。
5月、第24回上海国際映画祭のVIVA LA FESTIVAL部門に選出、さらには第23回台北映画祭に選出され、台北唯一の国際コンペティションである『インターナショナル ニュータレント コンペティション部門』に世界494作品の中から12本のうちの一作としてノミネートされる。
6月には、7月にスイスで開催される、アジア、アフリカ、ラテンアメリカ、東ヨーロッパの映画を中心とした映画祭、第35回フリブール国際映画祭のインターナショナル・コンペティション部門にも選出されている。
8月、三たび自身で企画・脚本・監督する長編映画第3作『サイレン・バニッシズ』が、10月に釜山で開催される「アジア・プロジェクト・マーケット」(APM 2021)のオフィシャル・プロジェクトとして、日本作品で唯一選出される。
9月、アジア映画を対象とした“アジア映画のアカデミー賞”とも呼ばれる、第15回アジア・フィルム・アワード(2007年創設)に『最優秀新人監督賞』にノミネートされる。
10月、『由宇子の天秤』がギリシャで開催の第27回アテネ国際映画祭の国際コンペティション部門に選出され、『最優秀脚本賞』を受賞する。
12月、『由宇子の天秤』で第43回ヨコハマ映画祭にて『森田芳光メモリアル新人監督賞』を受賞する。
2022年1月、『由宇子の天秤』で第35回高崎映画祭にて『最優秀監督賞』を受賞する。
6月、『由宇子の天秤』で第31回 日本映画プロフェッショナル大賞にて『監督賞』を受賞する。

## フィルモグラフィー
長編映画第3作『サイレン・バニッシズ』（英題：Siren Vanishes）
企画・脚本・監督：春本雄二郎
プロデューサー：春本雄二郎・市山尚三
- 『APM2021 オフィシャル・プロジェクト  ノミネート』

長編映画第2作『由宇子の天秤』（英題：A Balance）（2020年／日本／カラー／5.1ch／152分／1:2.35cinemascope／DCP）
脚本・監督・編集・プロデューサー：春本雄二郎
【国際映画祭受賞・ノミネート】
- 『第71回ベルリン国際映画祭 パノラマ部門 公式出品』 (2021/Germany)
- 『第25回釜山国際映画祭 ニューカレンツ部門 公式出品』 (2020/Korea)[27]：受賞『ニューカレンツアワード』(最高賞)
- 『第15回アジア・フィルム・アワード 最優秀新人監督賞ノミネート』（2021）
- 『第4回平遥国際映画祭 クラウチングタイガー部門 公式出品』（2020/China)：受賞『ロベルト・ロッセリーニアワード 審査員賞』,『ピープルズ チョイス アワード クラウチングタイガー ベストフィルム』(観客賞)
- 『第27回アテネ国際映画祭 国際コンペティション部門 公式出品』（2021/Greece）：受賞『最優秀脚本賞』
- 『第21回東京フィルメックス コンペティション部門 公式出品』（2020/Japan)：受賞『学生審査員賞』
- 『第20回ラス・パルマス・デ・グラン・カナリア国際映画祭 コンペティション部門 公式出品』（2021/Spain）：受賞『CIMA審査員賞 最優秀長編作品』,『最優秀女優賞』[28]
- 『第31回シンガポール国際映画祭 アジア長編コンペティション部門 公式出品』（2020/Singapore)
- 『第5回マカオ国際映画祭 ワールドパノラマ部門 公式出品』（2020/Macao）[29]
- 『第24回上海国際映画祭 VIVA LA FESTIVAL部門 公式出品』（2021/China)
- 『第23回台北映画祭 インターナショナル ニュータレント コンペティション部門 公式出品』（2021/Taiwan)[22]
- 『第3回平昌国際平和映画祭 Spectrum部門 公式出品』（2021/Korea)[30]
- 『第38回ファジル国際映画祭 Festival of Festivals部門 公式出品』（2021/Iran)[31]
- 『第35回フリブール国際映画祭 インターナショナル コンペティション部門 公式出品』（2021/Switzerland)
- 『第11回北京国際映画祭 パノラマ部門 公式出品』（2021/China）[32]
- 『第30回フィラデルフィア映画祭 World View部門 公式出品』（2021/USA）
- 『第45回サンパウロ国際映画祭 International Perspective部門 公式出品』（2021/Brazil）
- 『第41回ハワイ国際映画祭 SPOTLIGHT ON JAPAN部門 公式出品』（2021/USA）
- 『第11回INTERNATIONAL CRIME AND PUNISHMENT FILM FESTIVAL  11th Internatioal Golden Scale Feature Film Competition部門 公式出品』（2021/Turkey）：受賞『審査員特別賞』
- 『第8回シルクロード国際映画祭 FILM PANORAMA部門 公式出品』（2021/China）[33]
- 『第15回キノタヨ現代日本映画祭 コンペティション部門 公式出品』（2021/France）
- 『第4回Japanese Film Festival 日本新片展 公式出品』（2020/China）
- 『第20回ニューヨークアジアン映画祭 Frontlines部門 公式出品』（2021/USA）[34]
- 『第9回ヘルシンキシネアジア映画祭 公式出品』（2021/Finland)[35]
- 『第6回ロンドン東アジア映画祭 コンペティション部門 公式出品』（2021/UK）：受賞『最優秀作品賞』
- 『第7回バルセロナアジア映画祭 Official Selection Panorama (コンペティション)部門 公式出品』（2021/Spain）：授与『Special Mentions』
- 『第25回バンクーバーアジア映画祭 International Spotlight部門 公式出品』（2021/Canada）
- 『第18回香港アジア映画祭 Asian Film Awards Film Roadshow: Asian Cinerama部門 公式出品』（2021/Hong Kong）
- 『第15回FIVE FLAVOURS ASIAN FILM FESTIVAL  New Asian Cinema部門 公式出品』（2021/Poland）

【国内受賞・ノミネート】
- 『由宇子の天秤』（旧題：嘘に灯して）脚本：『第1回 フィルメックス新人監督賞 新人監督賞部門ファイナリスト』（2019）
- 『第43回ヨコハマ映画祭』（2021）受賞： 森田芳光メモリアル新人監督賞[36]
- 『第35回高崎映画祭』（2022）受賞：最優秀監督賞[37]
- 『第31回日本映画プロフェッショナル大賞』（2022）受賞：監督賞[38]
- 『2021年度全国映連賞』（2022）受賞：監督賞[39]
- 『2021年度おおさかシネマフェスティバル』（2022）受賞：新人監督賞[40]

長編映画第1作『かぞくへ』（英題：Going the Distance）（2016年／日本／カラー／ステレオ／117分／1:2.35cinemascope／DCP）
脚本・監督・編集・プロデューサー：春本雄二郎
- 『第29回東京国際映画祭 日本映画スプラッシュ 公式出品』(2016)
- 『第23回ヴズール国際アジア映画祭 コンペティション 公式招待』(2017/France)[41] 受賞：審査員賞／NETPAC賞(最優秀アジア映画賞)／ギメ美術館審査員特別賞

- 『第17回ニッポン・コネクション ニッポン・ヴィジョンズ部門 公式招待』受賞：ニッポン・ヴィジョンズ部門審査員特別賞(2017/Germany)[42]
- 『第33回高崎映画祭』（2018）受賞：新進監督グランプリ[43]